# Тягозеро
Тягозеро — пресноводное озеро на территории Авдеевского и Шальского сельских поселений Пудожского района Республики Карелии.

## Общие сведения
Площадь озера — 14,8 км², площадь водосборного бассейна — 385 км², располагается на высоте 76,0 метров над уровнем моря.
Котловина ледникового происхождения.
Форма озера продолговатая: оно вытянуто с северо-запада на юго-восток. Берега каменисто-песчаные, местами заболоченные.
Через озеро течёт река Шалица, которая является притоком реки Водлы, впадающей в Онежское озеро.
В озере расположено три острова. Два из них — Мавура и Рыбьяк.
Средняя амплитуда колебаний уровня составляет 0,6 м.
Рыба: сиг, щука, плотва, лещ, окунь, налим, ёрш.
Населённые пункты и автодороги вблизи водоёма отсутствуют.
Код объекта в государственном водном реестре — 01040100411102000019625.